# Mac OS Roman
Mac OS Roman è un sistema di codifica di caratteri usata principalmente da Mac OS per rappresentare il testo.
Esso codifica 256 caratteri di cui i primi 128 sono identici a quelli della codifica ASCII, mentre i successivi definiscono simboli matematici, segni diacritici e segni di interpunzione supplementari. Questo sistema è adatto alla rappresentazione dei linguaggi occidentali. L'insieme di caratteri originale del Macintosh usato nel System 1 è un sottoinsieme di Mac OS Roman.
La Internet Assigned Numbers Authority identifica questa codifica usando la stringa "macintosh". Il MIME Content-Type per questa codifica è perciò "text/plain; charset=macintosh". 
La tabella seguente mostra come i caratteri sono codificati in Mac OS Roman. Ad ogni carattere è associato un numero da 0 a 255. La tabella mostra i numeri in esadecimale con la cifra meno significativa sulle colonne e quella più significativa sulle righe.
| Mac OS Roman | Mac OS Roman | Mac OS Roman | Mac OS Roman | Mac OS Roman | Mac OS Roman | Mac OS Roman | Mac OS Roman | Mac OS Roman | Mac OS Roman | Mac OS Roman | Mac OS Roman | Mac OS Roman | Mac OS Roman | Mac OS Roman | Mac OS Roman | Mac OS Roman |
| ------------ | ------------ | ------------ | ------------ | ------------ | ------------ | ------------ | ------------ | ------------ | ------------ | ------------ | ------------ | ------------ | ------------ | ------------ | ------------ | ------------ |
|              | x0           | x1           | x2           | x3           | x4           | x5           | x6           | x7           | x8           | x9           | xA           | xB           | xC           | xD           | xE           | xF           |
| 0x           | NUL          | SOH          | STX          | ETX          | EOT          | ENQ          | ACK          | BEL          | BS           | HT           | LF           | VT           | FF           | CR           | SO           | SI           |
| 1x           | DLE          | DC1          | DC2          | DC3          | DC4          | NAK          | SYN          | ETB          | CAN          | EM           | SUB          | ESC          | FS           | GS           | RS           | US           |
| 2x           | SP           | !            | "            | #            | $            | %            | &            | '            | (            | )            | *            | +            | ,            | -            | .            | /            |
| 3x           | 0            | 1            | 2            | 3            | 4            | 5            | 6            | 7            | 8            | 9            | :            | ;            | <            | =            | >            | ?            |
| 4x           | @            | A            | B            | C            | D            | E            | F            | G            | H            | I            | J            | K            | L            | M            | N            | O            |
| 5x           | P            | Q            | R            | S            | T            | U            | V            | W            | X            | Y            | Z            | [            | \            | ]            | ^            | _            |
| 6x           | `            | a            | b            | c            | d            | e            | f            | g            | h            | i            | j            | k            | l            | m            | n            | o            |
| 7x           | p            | q            | r            | s            | t            | u            | v            | w            | x            | y            | z            | {            | \|           | }            | ~            | DEL          |
| 8x           | Ä            | Å            | Ç            | É            | Ñ            | Ö            | Ü            | á            | à            | â            | ä            | ã            | å            | ç            | é            | è            |
| 9x           | ê            | ë            | í            | ì            | î            | ï            | ñ            | ó            | ò            | ô            | ö            | õ            | ú            | ù            | û            | ü            |
| Ax           | †            | °            | ¢            | £            | §            | •            | ¶            | ß            | ®            | ©            | ™            | ´            | ¨            | ≠            | Æ            | Ø            |
| Bx           | ∞            | ±            | ≤            | ≥            | ¥            | µ            | ∂            | ∑            | ∏            | π            | ∫            | ª            | º            | Ω            | æ            | ø            |
| Cx           | ¿            | ¡            | ¬            | √            | ƒ            | ≈            | ∆            | «            | »            | …            | NBSP         | À            | Ã            | Õ            | Œ            | œ            |
| Dx           | –            | —            | “            | ”            | ‘            | ’            | ÷            | ◊            | ÿ            | Ÿ            | ⁄            | €¹           | ‹            | ›            | ﬁ            | ﬂ            |
| Ex           | ‡            | ·            | ‚            | „            | ‰            | Â            | Ê            | Á            | Ë            | È            | Í            | Î            | Ï            | Ì            | Ó            | Ô            |
| Fx           |             | Ò            | Ú            | Û            | Ù            | ı            | ˆ            | ˜            | ¯            | ˘            | ˙            | ˚            | ¸            | ˝            | ˛            | ˇ            |

1. Prima del Mac OS 8.5, il carattere 0xDB era associato ai simboli di valuta (¤), ma fu successivamente cambiato nel simbolo dell'Euro (€).